# Bertrand Sourrieu
Bertrand Sixte Marie Sourrieu (Castres, 7 août 1853-Paris, 25 novembre 1921), est un officier de marine français. 

## Biographie
Il entre à l'École navale en octobre 1870 et en sort aspirant de 2e classe en août 1872. Aspirant de 1re classe puis enseigne de vaisseau (septembre 1876), il sert sur les frégates Cornélie et Sybille puis, lieutenant de vaisseau (novembre 1882), devient élève de l’École des défenses sous-marines (1885-1886) avant d'embarquer sur le Japon puis sur le cuirassé Redoutable (1889). 
En 1892-1893, il commande l' Orage puis le croiseur Forbin et est promu capitaine de frégate en octobre 1896. En 1899, il dirige les essais du croiseur Infernet dont il prend le commandement. 
Capitaine de vaisseau (juin 1903), il commande le croiseur cuirassé Pothuau en escadre de Méditerranée puis le Dupleix et le Desaix en escadre de l'Atlantique (1904-1906). En 1907, il devient commandant du cuirassé Gaulois en Méditerranée et est nommé contre-amiral et major général à Toulon en août 1910. 
En 1911, il commande la division des écoles de torpilleurs puis des écoles de Méditerranée et entre l'année suivante au Comité technique. Vice-amiral (avril 1915), préfet maritime de Rochefort, il prend sa retraite en avril 1916. 

## Distinctions
- Commandeur de la Légion d'honneur (11 juillet 1914)